# Железнодорожный транспорт в Сальвадоре

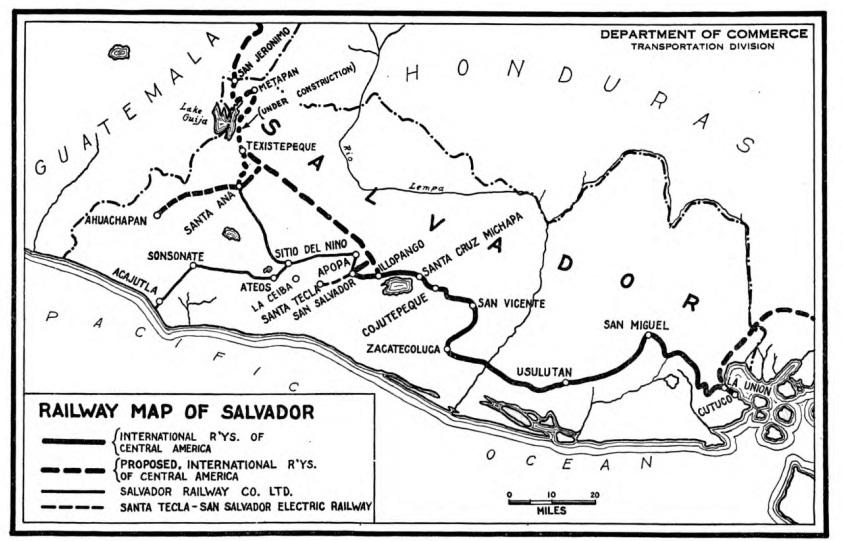
Карта железных дорог Сальвадора 1925 года

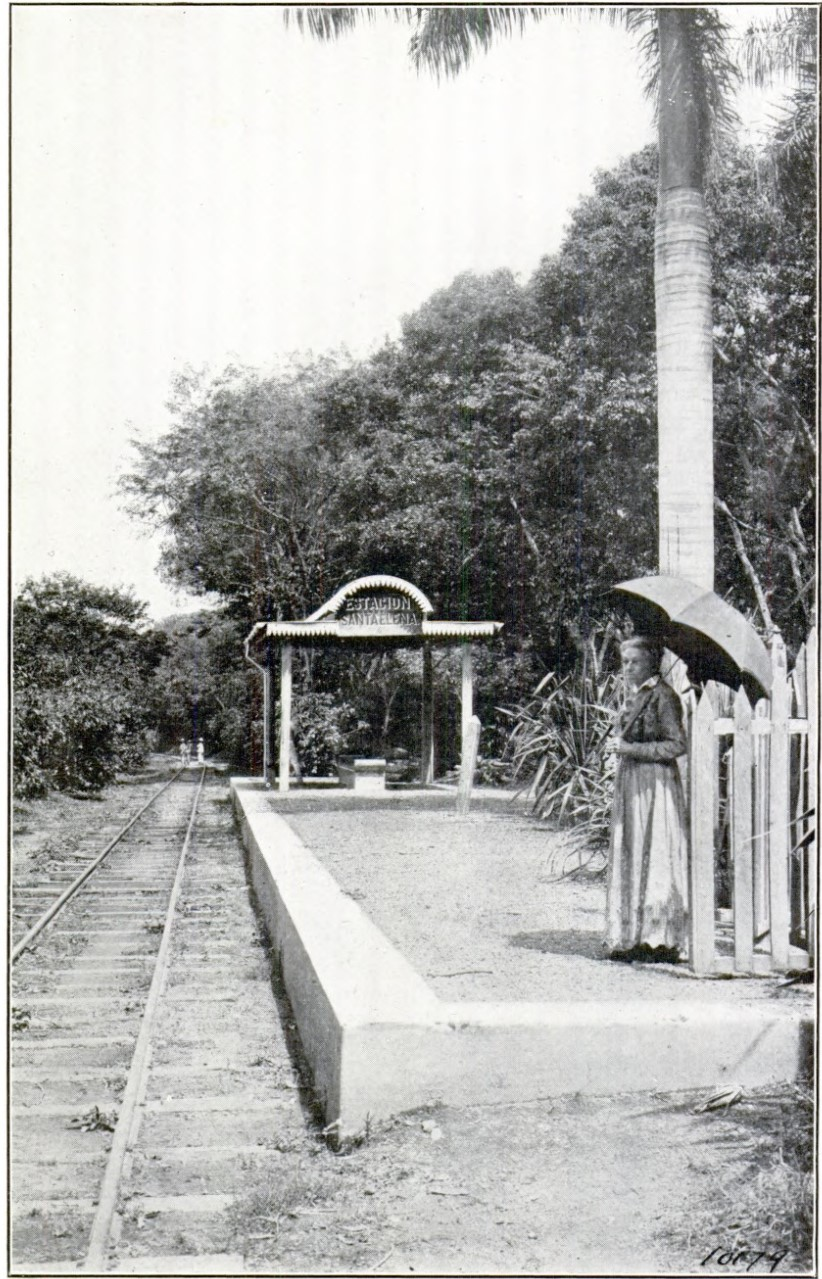
станция "Santa Elena", 1925 год

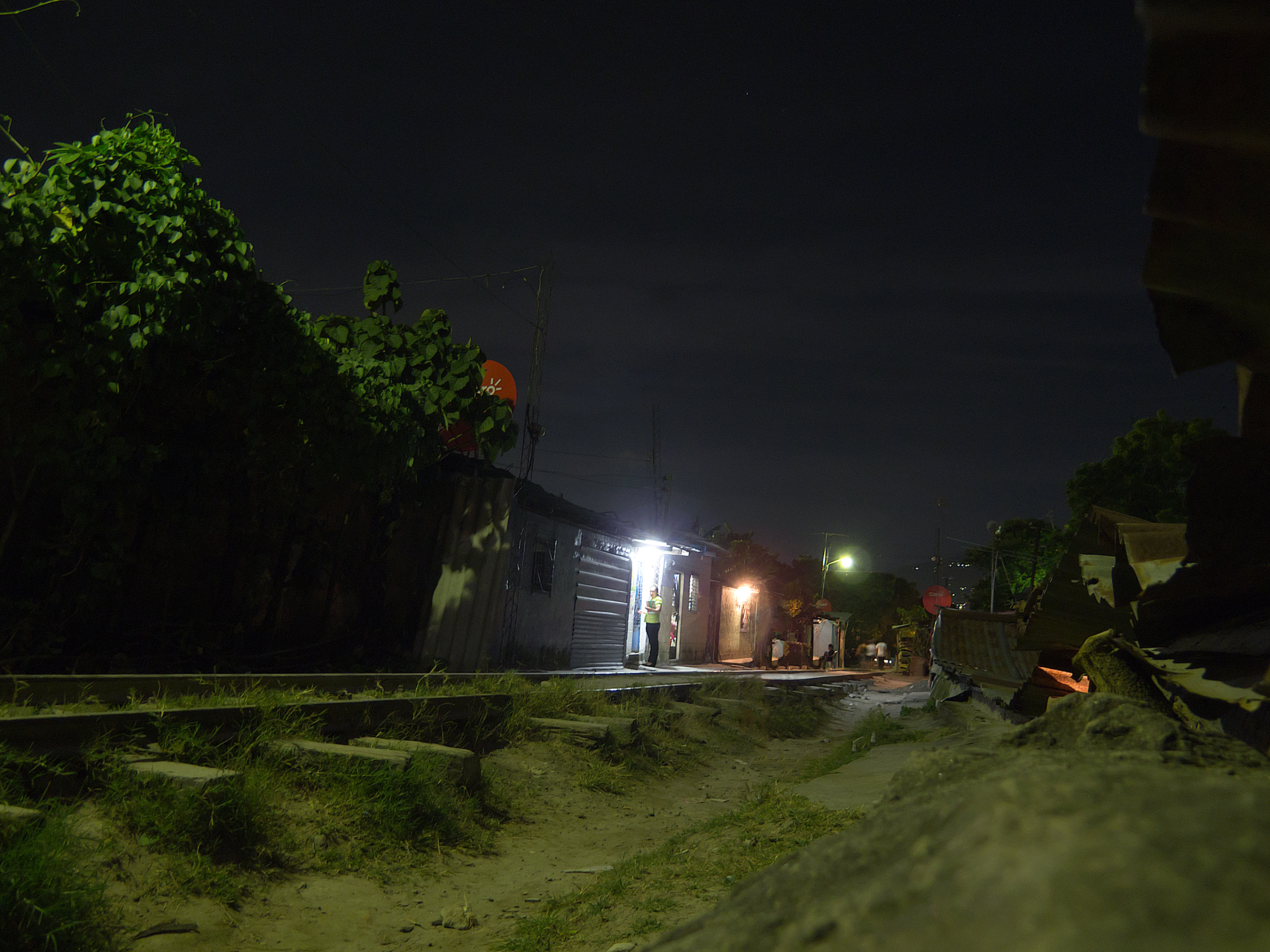
промежуточная станция в районе Сояпанго (ноябрь 2011 года)

Железнодорожный транспорт в Сальвадоре — один из видов грузового и пассажирского транспорта в Республике Сальвадор.

## История
Вопрос о строительстве в стране железных дорог и телеграфа начали обсуждать во время правления президента С. Гонсалеса (1872-1876). Первая железнодорожная линия в стране была проложена от порта Акахутла к городу Сонсонате в 1882 году. 4 июня 1882 года по ней начал движение первый поезд, в дальнейшем строительство железнодорожных линий было продолжено к городу Санта-Ана и столице. Все построенные дороги были узкоколейными ("трёхфутовая колея" шириной 914 мм) и предназначались в первую очередь для обслуживания кофейных плантаций.
К началу XX века в стране было построено 99 км железных дорог. 
Мировой экономический кризис 1929—1933 годов тяжело отразился на экономике Сальвадора, и планы 1920х годов о расширении железнодорожной сети были отложены.
В 1944 - 1948 гг. в стране активизировалось рабочее движение, в мае 1949 года окончилась победой крупнейшая стачка железнодорожных рабочих. В результате, в стране была разрешена деятельность профсоюзов (однако уже в 1952 году был принят закон "О защите демократии" и арестованы тысячи рабочих и крестьянских активистов).
В начале 1950х годов в стране действовали две железнодорожные линии: Метапан — Сан-Сальвадор — порт Ла-Уньон общей протяженностью 460 км (находившаяся в собственности компании "International Railways of Central America" из США), а также линия длиной 150 км, связывавшая города Акахутла, Сан-Сальвадор и Санта-Ана (находившаяся в собственности компании "The Salvador Railway Company Limited"). Небольшая часть второстепенных железнодорожных линий в это время находилась в собственности британских компаний.
В 1960 году протяжённость железных дорог составляла свыше 600 км. В 1962-1963 гг. правительство отменило многие положения трудового законодательства, после этого в 1963-1964 гг. в стране имели место массовые забастовки, в которых участвовали железнодорожники, текстильщики, государственные служащие и работники плантаций.
В 1969 году протяжённость железных дорог составляла 754 км.
В 1971 году протяжённость железных дорог составляла 738 км, наиболее важное значение имела линия Метапан — Сан-Сальвадор — порт Ла-Уньон. В 1975 году правительство Сальвадора создало компанию FENADESAL, в ведение которой передали все железные дороги страны.
В мае 1980 года в Сальвадоре началась массовая забастовка, в которой приняли участие 60 тыс. человек — портовые рабочие, железнодорожники, транспортники и рабочие текстильной промышленности.
В ходе гражданской войны, в апреле 1982 года партизаны ФНОФМ взорвали железнодорожный мост на реке Гуахойо в департаменте Санта-Ана (в 80 км от столицы).
В начале 1988 года протяжённость железных дорог в стране составляла 737 км, но в октябре 1988 года ураган "Джоан" стал причиной ливневых дождей, которые привели к затоплениям, оползням и размыли часть дорожной сети, которая потребовала ремонта.
В 1991 году протяжённость железных дорог в стране составляла 700 км.
В 2002 году общая протяжённость железных дорог составляла 602 км (из которых 459 км находились в частной собственности, и только 143 км - в государственной собственности), однако фактически использовалось только 542 км. При этом даже на используемых участках рельсы были изношены настолько, что максимальная скорость движения состава была ограничена 40 км/ч, а в нескольких местах разрешенная скорость движения составляла от 5 до 10 км/ч. 
В октябре 2002 года движение поездов было остановлено. В 2003 году протяженность железных дорог в стране составляла 140 км. В октябре 2004 года движение пассажирских поездов между городами Сан-Сальвадор и Сояпанго было восстановлено и продолжалось до апреля 2005 года. В 2006 году был разработан и принят план восстановления железнодорожного транспорта, предусматривавший ремонт локомотивов, вагонов и путей. В ноябре 2007 года план был выполнен. К 2008 году было восстановлено 283 км железных дорог, однако начавшийся в 2008 году мировой экономический кризис осложнил положение в экономике и на транспорте, и железнодорожное сообщение восстановлено не было.